# Premier ministre de Suède
Le Premier ministre (en suédois : statsminister ˈstâtsmɪˌnɪstɛr  ; littéralement « Ministre d'État ») est le chef du gouvernement du royaume de Suède. Le Premier ministre et son gouvernement exerce le pouvoir exécutif et sont responsable devant le parlement du pays, le Riksdag. Le Premier ministre est nommé par le Président du Riksdag et élu par la chambre à la majorité simple.

## Histoire
Dans la Constitution de 1809, le pouvoir exécutif est entièrement réservé au roi ou à la reine du pays. Celui-ci nomme un conseil d'État (statsråd) qui comprend deux ministres d'État : le ministre d'État à la Justice (Justitiestatsminister) et le ministre d'État aux Affaires étrangères (utrikestatsminister).
La fonction de Premier ministre (Statsminister) est détachée des ministères de la Justice et des Affaires étrangères en 1876 : c'est dès lors le titre porté par le chef du gouvernement. À partir de 1917, il est responsable devant le Riksdag et exerce la prérogative royale, un état de fait reconnu de jure dans les Instruments de gouvernement de 1974.
Seuls deux Premiers ministres sont morts en fonction : Per Albin Hansson (crise cardiaque en 1946) et Olof Palme (assassiné en 1986).
Depuis 1995, la résidence officielle du Premier ministre est la maison Sager (Sagerska huset), située sur le Stockholms ström, juste en face du palais royal de Stockholm. Son bureau se trouve dans le Rosenbad, non loin de là. Il a porté le prédicat de « Son Excellence » jusqu'en 1974.

## Nomination
Après chaque élection, le président du Parlement suédois présente une proposition de nouveau Premier ministre qui est généralement le président du parti ou le chef de file de la coalition arrivée en tête ; celui-ci est ensuite désigné par le Parlement qui le charge de former un gouvernement.